# Ohio (chanson d'Isabelle Adjani)
Pour les articles homonymes, voir Ohio (homonymie).
Ohio est une chanson interprétée par Isabelle Adjani, coécrite avec Serge Gainsbourg en 1983.

## Thème
Les paroles présentent des jeux de mots autour de plusieurs États des États-Unis : l'Ohio, le Nevada, le Colorado, le Massachusetts, l'Utah.
Isabelle Adjani répète la formule J'suis dans un état proche de l'Ohio à dix reprises, ce qui a contribué à ancrer la chanson dans l'imaginaire collectif français.
On peut tenter une interprétation par le fait que le Michigan est frontalier de l’Ohio, et se prononce quasiment comme le mot yiddish issu de l’hébreu meshuge, signifiant fou, ou par extension avoir des soucis… 

## Accueil
Avec Pull Marine, également coécrit avec Serge Gainsbourg, le titre devient en France un tube et une chanson phare d'Isabelle Adjani, participant au succès de son premier album,.